# 1990年の日本公開映画
- 映画 > 映画の一覧 > 年度別日本公開映画 > 1990年の日本公開映画
- 映画 > 1990年の映画 > 1990年の日本公開映画

1990年の日本公開映画（1990ねんのにほんこうかいえいが）では、1990年（平成2年）1月1日から同年12月31日までに日本で商業公開された映画の一覧を記載。作品名の右の丸括弧内は製作国を示す。
記載の凡例については年度別日本公開映画#凡例を参照

## 作品一覧

### 1月
- 3日
  - マンハッタンの二人の男 ( フランス)
- 5日
  - サイコ・シンドローム/僕だけを見て ( カナダ)
- 13日
  - ドリーム・チーム ( アメリカ合衆国)
  - 84★チャーリー・モピック/ベトナムの照準 ( アメリカ合衆国)
  - 暗殺の報酬( フランス)
  - アラン・ドロン/私刑警察 ( フランス)
  - スナックバー・ブダペスト ( イタリア/ フランス)
  - ハヌッセン ( ハンガリー/ 西ドイツ)
  - 狼/男たちの挽歌・最終章 ( イギリス領香港)
  - 丹波哲郎の大霊界2 死んだらおどろいた!!（ 日本）
  - 島国根性（ 日本）
- 19日
  - 揺れる大地 ( イタリア)
- 20日
  - スペース・ミューティニー( アメリカ合衆国)
  - 夜のめぐり逢い ( フランス)
  - ハーレム ( フランス)
  - 私の20世紀 ( ハンガリー/ 西ドイツ)
  - 女帝 春日局 （ 日本）
- 25日
  - 僕のビアンカ ( イタリア)
- 26日
  - 聖なる酔っぱらいの伝説 ( イタリア/ フランス
  - ザ・ドリーミング ( オーストラリア))
  - 肉体の悪魔 ( オーストラリア)
  - 風の輝く朝に （ イギリス領香港）
- 27日
  - ファミリービジネス ( アメリカ合衆国)
  - ムーントラップ( アメリカ合衆国)
  - サンタ・サングレ/聖なる血 ( イタリア)
  - 恐怖の生体実験 ( イタリア)
  - パニッシャー ( オーストラリア)
  - ZIPANG （ 日本）
  - 宇宙の法則 （ 日本）

### 2月
- 3日
  - イザベルの誘惑 ( フランス/ スイス)
  - オープニング・ナイト ( アメリカ合衆国)
  - 孔雀王 アシュラ伝説 ( イギリス領香港)
  - コブラ・ヴェルデ ( 西ドイツ)
  - サラフィナの声( アメリカ合衆国)
  - バンパイア・キッス ( アメリカ合衆国)
  - ほしをつぐもの（ 日本）
  - マンドハイ ( モンゴル)
- 8日
  - 監督ミケーレの黄金の夢 ( イタリア)
- 10日
  - 愛のかたち ( イタリア)
  - ウォンテッド Mr.クリスマス( フランス)
  - 俺たちは天使じゃない ( アメリカ合衆国)
  - カジュアリティーズ ( アメリカ合衆国)
  - カンザス/カンザス経由→N.Y.行き( アメリカ合衆国)
  - キッス ( アメリカ合衆国)
  - ザ・バンカー/薔薇の殺意c( アメリカ合衆国)
  - チョコレート・ウォー ( アメリカ合衆国)
  - バトルドラゴン ( 西ドイツ)
  - ラブ&パッション/情事の虜たち ( イタリア)
  - リメインズ 美しき勇者たち （ 日本）
- 16日
  - トラブルシューター/過去を消す男 ( イギリス)
  - ロック公国/ジャゾンIII世 ( フランス)
- 17日
  - 7月4日に生まれて ( アメリカ合衆国)
  - テキーラ・サンライズ ( アメリカ合衆国)
  - デスティニー/愛は果てしなく( アメリカ合衆国)
  - 馬鹿宣言 ( 韓国)
  - ブラインド・フューリー ( アメリカ合衆国)
- 22日
  - 青春のくずや～おはらい ( イタリア)
  - パレ・ロワイヤル ( カナダ)
- 23日
  - リバース・エッジ ( アメリカ合衆国)
- 24日
  - おじさん改造講座 ( 日本)
  - クラレッタ・ペタッチの伝説 ( イタリア)
  - サルート・オブ・ザ・ジャガー ( アメリカ合衆国)
  - サワースィート ( イギリス)
  - サンタモニカ・ダンディ ( アメリカ合衆国)
  - 白く渇いた季節 ( アメリカ合衆国)
  - フェラーラ物語/「金縁の眼鏡」より ( イタリア/ フランス/ ユーゴスラビア)
  - メッセンジャー・オブ・デス ( アメリカ合衆国)
- 27日
  - 花の季節 （ 日本）

### 3月
- 3日
  - 愛と野望のナイル ( アメリカ合衆国)
  - エリック・ザ・バイキング/バルハラへの航海 ( イギリス/ スウェーデン)
  - さよなら魔法使い ( アメリカ合衆国)
  - スイッチング・チャンネル ( アメリカ合衆国)
  - ソサエティー ( アメリカ合衆国)
  - デッドフォール ( アメリカ合衆国)
  - ドンマイ（ 日本）
  - 背徳の謝肉祭 ( イタリア)
  - フィールド・オブ・ドリームス ( アメリカ合衆国)
  - ブレイズ ( アメリカ合衆国)
  - 炎の少女ローラ ( カナダ)
  - レディ・ジェイソン 地獄のキャンプ ( アメリカ合衆国)
  - ロザリー・ゴーズ・ショッピング ( 西ドイツ)
- 5日
  - スパイメーカー ( アメリカ合衆国)
- 8日
  - カンフー・マスター! ( フランス)
- 9日
  - 狩人の夜 ( アメリカ合衆国)
  - バブルガム・ラバーズ( オーストラリア)
- 10日
  - エバースマイル、ニュージャージー ( イギリス/ アルゼンチン)
  - シークレット・ラブ ( ギリシャ/ 西ドイツ)
  - 新・童貞物語 ホンコンバージンボーイ（ 日本）
  - ターナー&フーチ/すてきな相棒 ( アメリカ合衆国)
  - チンプイ エリさま活動写真（ 日本・アニメ）
  - 東映アニメまつり（ 日本・アニメ）
    - 悪魔くん ようこそ悪魔ランドへ!!
    - ドラゴンボールZ この世で一番強いヤツ
    - 魔法使いサリー

  - ドラえもん のび太とアニマル惑星（ 日本・アニメ）
  - ミクロキッズ（ アメリカ合衆国）
  - 浴室 ( フランス)
  - 私のパパはマフィアの首領 ( アメリカ合衆国)
- 17日
  - いまを生きる（ アメリカ合衆国）
  - 押忍!!空手部（ 日本）
  - 暗闇の子供たち ( 韓国)
  - サラーム・ボンベイ! ( インド/ イギリス/ フランス/ アメリカ合衆国)
  - ジャッカー ( アメリカ合衆国)
  - デス・リバー/失なわれた帝国( アメリカ合衆国)
  - 隣の少女 ( ブラジル)
  - 香港・東京特捜刑事 ( イギリス領香港)
- 19日
  - ジャニス（ アメリカ合衆国）
  - MAROKO 麿子（ 日本・アニメ）
- 21日
  - もうひとつのラブストーリー ( アメリカ合衆国/ イギリス)
- 23日
  - チルスとマンス ( 韓国)
  - モントリオールのジーザス ( カナダ)
- 24日
  - アビス（ アメリカ合衆国）
  - いまを生きる( アメリカ合衆国)
  - 霧の中の風景 ( ギリシャ/ フランス)
  - サイボーグ( アメリカ合衆国)
  - 十六歳のマリンブルー（ 日本）
  - スクワッド/栄光の鉄人軍団( アメリカ合衆国)
  - そして私はベニスに生まれた ( フランス)
  - 人でなしの女/イニューメン ( フランス)
  - パンツの穴 ムケそでムケないイチゴたち（ 日本）
  - パンツの穴 本牧ベイでクソくらえ（ 日本）
- 31日
  - オクトパスアーミー シブヤで会いたい（ 日本）
  - ギャッツビー ぼくらはこの夏ネクタイをする! （ 日本）
  - ジャックナイフ ( アメリカ合衆国)
  - 成功時代 ( 韓国)
  - 旅立ちの季節/プリンス・オブ・ペンシルバニア( アメリカ合衆国)
  - ボクの彼女は地球人 ( イギリス)
  - ミー&ヒム ( 西ドイツ)
  - 私の愛するテーマ ( フランス)

### 4月
- 6日
  - ウディ・アレンの重罪と軽罪 ( アメリカ合衆国)
  - オールウェイズ ( アメリカ合衆国)
  - ドゥ・ザ・ライト・シング ( アメリカ合衆国)
  - マイ・レフトフット ( イギリス/ アイルランド)
- 7日
  - いつも一緒にいて欲しい( アメリカ合衆国)
  - 美しき死体 ( アメリカ合衆国)
  - エドガー・アラン・ポー/早すぎた埋葬 ( アメリカ合衆国)
  - 最後の少林寺 ( イギリス領香港/ 中国)
  - 病院へ行こう（ 日本）
  - マニアック1990 ( アメリカ合衆国)
  - 見ざる聞かざる目撃者( アメリカ合衆国)
  - ヤーバ ( フランス/ ブルキナファソ/ スイス)
  - ランバダ/青春に燃えて ( アメリカ合衆国)
  - ローズランド ( アメリカ合衆国)
- 13日
  - アニエスv.によるジェーンb. ( フランス)
  - ベイビー・トーク ( アメリカ合衆国)
- 14日
  - ウィーンに燃えて ( イギリス/ アメリカ合衆国/ 西ドイツ)
  - ウルトラQ ザ・ムービー 星の伝説( 日本)
  - ゴールデンボンバー ( アメリカ合衆国)
  - ブルックリン最終出口 ( 西ドイツ/ アメリカ合衆国)
- 19日
  - セックス・ピストルズ/グレート・ロックンロール・スウィンドル ( イギリス)
- 20日
  - グローリー ( アメリカ合衆国)
  - 中国、わがいたみ ( フランス/ 西ドイツ)
  - 晩秋 ( アメリカ合衆国)
  - マグノリアの花たち( アメリカ合衆国)
- 21日
  - 泉 ( ソビエト連邦)
  - カラカス ( オーストリア)
  - ザ・トレイン ( アメリカ合衆国/ ユーゴスラビア)
- 27日
  - アフガン・フォース/戦場の黙示録 ( イタリア)
  - アマチュア ( ポーランド)
  - アムステルダム無情 ( オランダ)
  - ガーターベルトの夜 ( フランス)
  - 未来警察マッド・ポリス ( アメリカ合衆国)
  - ライフ・オン・ジ・エッジ ( アメリカ合衆国)
- 28日
  - 愛さずにいられない ( フランス)
  - キー・ホイ・クァンの ドロボーズ ( 台湾)
  - 死の棘( 日本)
  - 小さな泥棒 ( フランス)
  - 菊豆（チュイトウ）( 中国)
  - テオとマーティの素敵な世界 ( アメリカ合衆国)
  - ドリーム・ドリーム ( アメリカ合衆国)
  - 人間の砂漠( 日本)
  - ハッピー・トゥギャザー ( アメリカ合衆国)
  - 悲情城市 ( 台湾)
  - ブルースチール ( アメリカ合衆国)
  - 香港パラダイス( 日本)

### 5月
- 4日
  - のるかそるか ( アメリカ合衆国)
- 5日
  - 私が愛したグリンゴ ( アメリカ合衆国)
  - 白夜の好奇心 ( イタリア)
  - ラ・ファミリア ( イタリア/ フランス)
  - 禁断の青い肉体 ( スペイン)
- 11日
  - ワーロック ( アメリカ合衆国)
  - CIA/KGB 大統領の密使 ( イタリア)
  - ドライビング・フォース( オーストラリア)
- 12日
  - アリーナ ( アメリカ合衆国)
  - ドライビング Miss デイジー ( アメリカ合衆国)
  - 欲望の法則 ( スペイン)
  - チャイナシャドー（ 日本）
  - ふうせん（ 日本）
  - 自転車吐息（ 日本）
  - ペエスケ ガタピシ物語（ 日本）
- 18日
  - ローズ家の戦争 ( アメリカ合衆国)
  - 霧 ( トルコ/ スウェーデン/ スイス)
- 19日
  - ミディアン ( アメリカ合衆国)
  - リベンジ ( アメリカ合衆国)
  - 罪深き天使たち ( フランス/ イギリス)
  - モーメント・オブ・ラブ ( フランス/ イタリア)
  - レディ・ハード/香港大捜査線　( イギリス領香港)
  - シンデレラ・エクスプレス（ 日本）
  - ベルサイユのばら（ 日本・アニメ）
- 25日
  - 地獄からの生還/プラトーン・リーダー ( アメリカ合衆国)
  - エルム街の悪夢5/ザ・ドリームチャイルド ( アメリカ合衆国)
  - 自由、夜 ( フランス)
  - 夜のアトリエ ( フランス)
  - リーズン・トゥ・ダイ/ニューヨーク殺人特急 ( 南アフリカ共和国)
  - 夢（ 日本/ アメリカ合衆国）
- 26日
  - 蘭の女 ( アメリカ合衆国)
  - 天使が降りたホームタウン ( アメリカ合衆国)
  - 愛の瞬間 ( カナダ/ フランス)
  - 君といた丘 ( オーストラリア)
  - ボワ・ノワール/魅惑の館 ( フランス)
  - コミッサール ( ソビエト連邦)
  - SUNLESS DAYS ある香港映画人の天安門 ( イギリス領香港/ 日本)
  - 良いおっぱい悪いおっぱい（ 日本）

### 6月
- 1日
  - ハンナ・セネシュ（ アメリカ合衆国）
  - フロム・ザ・ダークサイド/3つの闇の物語（ アメリカ合衆国）
  - アフロ・アメリカン・ストーリー ( アメリカ合衆国)
  - レイチェル・ペーパー ( イギリス)
  - 100人の子供たちが列車を待っている ( チリ)
- 2日
  - 極道の妻たち 最後の戦い（ 日本）
  - バタアシ金魚 （ 日本）
  - あげまん（ 日本）
- 4日
  - ミニストリー・オブ・ベンジェンス/炎の復讐（ アメリカ合衆国）
- 8日
  - 地獄のシスター ( アメリカ合衆国)
  - クラス・オブ・1999（ アメリカ合衆国）
  - 証人を消せ/レンタ・コップ2（ アメリカ合衆国）
  - 甦る悪夢 ( カナダ)
- 9日
  - バーニーズ/あぶない!?ウィークエンド（ アメリカ合衆国）
  - ミラクル・マイル（ アメリカ合衆国）
  - シャグ（ イギリス）
  - 夫たち、妻たち、恋人たち ( フランス)
  - 新リバイアサン/リフト（ スペイン）
  - 君たちのことは忘れない ( ソビエト連邦)
  - フリーダ・カーロ ( メキシコ)
  - 東京上空いらっしゃいませ （ 日本）
  - パチンコ物語（ 日本）
  - 遥かなる甲子園（ 日本）
- 15日
  - シー・デビル（ アメリカ合衆国）
  - トレマーズ（ アメリカ合衆国）
  - 旅する女/シャーリー・バレンタイン ( イギリス)
  - ホワイト・ローズ（ ユーゴスラビア/ イギリス）
- 16日
  - 3人の婚約者（ アメリカ合衆国）
  - ニューヨークの奴隷たち（ アメリカ合衆国）
  - アメリカン・ブライド ( イタリア)
- 22日
  - サイキックハウス/亡霊の館（ アメリカ合衆国）
  - ゲート2/デモンボーイズ （ アメリカ合衆国）
  - アイリスへの手紙（ アメリカ合衆国）
  - フィル・コリンズ in バスター ( イギリス)
- 23日
  - アウト・コールド（ アメリカ合衆国）
  - ウォー・パーティ（ アメリカ合衆国）
  - 想い出のジュエル（ アメリカ合衆国）
  - ブラック・レインボウ（ アメリカ合衆国）
  - チキンハート・ブルース（ アメリカ合衆国）
  - 黒社会 ( イギリス領香港)
  - 天と地と（ 日本）
- 29日
  - デイズ・オブ・サンダー　( アメリカ合衆国)
  - 背徳の囁き（ アメリカ合衆国）
  - 風の物語 ( フランス)
- 30日
  - ガールスカウト・ビバリーヒルズ版（ アメリカ合衆国）
  - 父の恋人（ アメリカ合衆国）
  - ロジャー&ミー （ アメリカ合衆国）
  - 丘の家のジェーン ( カナダ)
  - ミレニアム/1000年紀（ イギリス）
  - ペリーヌ物語（ 日本・アニメ）

### 7月
- 4日
  - 屋根の上の女 ( スウェーデン)
  - 風櫃の少年 ( 台湾)
- 5日
  - グランドゼロ ( アメリカ合衆国/ オーストラリア)
- 6日
  - バック・トゥ・ザ・フューチャー PART3（ アメリカ合衆国）
  - カリプソ天国（ アメリカ合衆国）
  - ダブル・リベンジ/地獄の標的（ アメリカ合衆国）
  - 天使行動2 ( イギリス領香港)
- 7日
  - 真夏の情事（ アメリカ合衆国）
  - ファーノース（ アメリカ合衆国）
  - サルサ/灼熱のふたり（ アメリカ合衆国）
  - 青春!ケンモント大学（ アメリカ合衆国）
  - 東映アニメフェア 鳥山明・ザ・ワールド（ 日本・アニメ）
    - ドラゴンボールZ 地球まるごと超決戦
    - Pink みずドロボウあめドロボウ
    - 剣之介さま
- 13日
  - 敵、ある愛の物語（ アメリカ合衆国）
  - レッド・オクトーバーを追え!（ アメリカ合衆国）
  - 家族生活 ( フランス)
- 14日
  - 情熱のランバダ（ アメリカ合衆国）
  - テンプテーション 15才（ アメリカ合衆国）
  - ドゥー ふたり ( フランス)
  - レニングラード・カウボーイズ・ゴー・アメリカ ( フィンランド/ スウェーデン)
  - クライシス2050 （ 日本/ アメリカ合衆国）
  - それいけ!アンパンマン ばいきんまんの逆襲（ 日本・アニメ）
- 20日
  - バウンティ・ハンター（ アメリカ合衆国）
  - ハネムーンはモンテカルロで（ イギリス）
  - 拷問警察ミリタリー・コップ（ イタリア）
- 21日
  - オリバー ニューヨーク子猫ものがたり（ アメリカ合衆国）
  - マイアミ・ブルース（ アメリカ合衆国）
  - アンダー・ザ・ボードウォーク（ アメリカ合衆国）
  - 宇宙への選択（ アメリカ合衆国）
  - 迷探偵シャーロック・ホームズ/最後の冒険 ( イギリス)
  - エレベーターを降りて左 ( フランス)
  - 私の夜はあなたの昼より美しい ( フランス)
  - ペテルブルグ幻想 ( 西ドイツ/ オーストラリア)
  - マリアの胃袋（ 日本）
  - タスマニア物語（ 日本）
  - ポップコーン LOVE （ 日本）
  - ハローキティのおやゆびひめ（ 日本・アニメ）
  - けろけろけろっぴの大冒険（ 日本・アニメ）
- 26日
  - マパンツラ ( 南アフリカ共和国/ オーストラリア)
- 27日
  - ロボコップ2（ アメリカ合衆国）
  - フランチェスコ ( イタリア)
- 28日
  - ウィロビー・チェイスのおおかみ ( イギリス)
  - デッド・チャンネル（ イタリア）
  - 三国志/大いなる飛翔 ( 中国)
  - 妖怪天国 ゴースト・ヒーロー（ 日本）
- 30日
  - ディジー・ガレスピー/ナイト・イン・ハバナ（ アメリカ合衆国）

### 8月
- 3日
  - 男は死んで血を流せ ( アメリカ合衆国)
  - オーロラの下で（ 日本）
  - グレムリン2 新・種・誕・生（ アメリカ合衆国）
- 4日
  - 恋のサントロペ ( フランス)
  - 五月のミル ( フランス/ イタリア)
  - コックと泥棒、その妻と愛人 ( イギリス/ フランス)
  - ショック・トゥ・ザ・システム/殺意のシステム ( アメリカ合衆国)
- 9日
  - 天国は待ってくれる ( アメリカ合衆国)
- 10日
  - ダルク家の三姉妹 ( アメリカ合衆国)
- 11日
  - アパッチ ( アメリカ合衆国)
  - 少年時代（ 日本）
  - ストリート・オブ・ヒーロー( アメリカ合衆国)
  - 続・赤毛のアン/アンの青春 ( カナダ)
  - フランスの友だち ( フランス)
  - ボクが病気になった理由（ 日本）
- 16日
  - 夏のアルバム ( フランス)
- 17日
  - バスケット・ケース2 ( アメリカ合衆国)
  - ビーナス・ピーター ( イギリス)
- 18日
  - 15才の少女 ( フランス)
  - ダーク・エンジェル ( アメリカ合衆国)
  - デモンズ3 ( イタリア)
  - ナイルの娘 ( 台湾)
  - バトルガンM‐16 ( アメリカ合衆国)
  - 浪人街（ 日本）
- 24日
  - エイリアン from L.A. ( アメリカ合衆国)
- 25日
  - シティーハンター 百万ドルの陰謀（ 日本・アニメ）
  - シティーハンター ベイシティウォーズ（ 日本・アニメ）
  - チュッ・ニャ・ディン ( インドネシア)
  - つながれたヒバリ ( チェコ)
  - 冬冬の夏休み ( 台湾)
  - 間違いだらけの恋愛講座 ( カナダ)
  - ユン・ピョウin ポリス・ストーリー ( イギリス領香港)
- 31日
  - ストリート・オブ・ノー・リターン ( フランス/ ポルトガル)

### 9月
- 1日
  - 女の存在 ( フランス)
  - 真夜中の虹 ( フィンランド)
  - 欲望という名の女 ( ブラジル)
- 7日
  - プリズン・エンジェル/女囚たちの夜（ アメリカ合衆国）
  - ザ・ガーデン ( イギリス/ 日本/ 西ドイツ)
  - デンジャーヒート/地獄の最前線（ フランス）
- 8日
  - ミスティック・ピザ ( アメリカ合衆国)
  - キックボクサー（ アメリカ合衆国）
  - 恋のゆくえ/ファビュラス・ベイカー・ボーイズ（ アメリカ合衆国）
  - ストラップレス( イギリス)
  - ディーラーズ（ イギリス）
  - 転校生レナ ( ソビエト連邦)
  - 最後の貴族 ( 中国)
  - 稲村ジェーン （ 日本）
- 14日
  - バード・オン・ワイヤー（ アメリカ合衆国）
  - 身代りの樹 ( イギリス)
- 15日
  - キャノンズ（ アメリカ合衆国）
  - ランデヴー ( フランス)
  - 3-4X10月 ( 日本)
  - てなもんやコネクション （ 日本）
  - 激動の1750日（ 日本）
- 21日
  - ダイ・ハード2（ アメリカ合衆国）
  - ベッドルーム・アイズ（ アメリカ合衆国）
- 22日
  - 刑事ゲーブル/マフィアの標的（ アメリカ合衆国）
  - ヘンリー五世 ( イギリス)
  - 彼女がステキな理由 ( イギリス)
  - ロードス島戦記（ 日本・アニメ）
  - 宇宙皇子 天上編（ 日本・アニメ）
- 28日
  - ゴースト/ニューヨークの幻（ アメリカ合衆国）
  - ガーディアン/森は泣いている（ アメリカ合衆国）
- 29日
  - ベスト・オブ・ザ・ベスト（ アメリカ合衆国）
  - フランケンフッカー（ アメリカ合衆国）
  - チャイナホワイト（ アメリカ合衆国）
  - ミス・アリゾナ ( イタリア/ ハンガリー)

### 10月
- 5日
  - 主婦マリーがしたこと ( フランス)
  - ネイビー・シールズ( アメリカ合衆国)
  - 略奪の大地 ( ブルガリア)
- 6日
  - アナーキー・デカ/超・法規地帯( アメリカ合衆国)
  - グルメ・アカデミー ( フランス)
  - さよなら、こんにちわ（ 日本）
  - 式部物語 （ 日本）
  - ステラ( アメリカ合衆国)
  - ブルーヒート( アメリカ合衆国)
- 8日
  - シンジェノア( アメリカ合衆国)
- 10日
  - ドン・サバティーニ ( アメリカ合衆国)
- 12日
  - 愛と青春の鼓動( アメリカ合衆国)
  - バッド・インフルエンス/悪影響( アメリカ合衆国)
  - バーバリアン・ブラザーズの シンクビッグ( アメリカ合衆国)
  - フォード・フェアレーンの冒険( アメリカ合衆国)
  - 激光人/レーザーマン ( アメリカ合衆国/ イギリス領香港))
- 13日
  - 白い手（ 日本）
  - 1990牡丹燈篭（ 日本）
  - 魔獣戦線（ 日本・アニメ）
  - 夜明けのスローボート( アメリカ合衆国)
- 15日
  - ドリームデーモン( イギリス)
- 19日
  - グッドフェローズ ( アメリカ合衆国)
  - 48時間PART2/帰って来たふたり( アメリカ合衆国)
  - レプスキー危機一発/ロシア皇帝の秘宝( フランス)
- 20日
  - 遺産相続（ 日本）
  - おかえりなさい、リリアン ( イギリス)
  - カンバック（ 日本）
  - 桑の葉 ( 韓国)
  - ゴッド・ギャンブラー ( イギリス領香港)
  - 地下の民 ( ボリビア)
  - つぐみ（ 日本）
  - バカヤロー!3 へんな奴ら（ 日本）
  - ブハラ大公の秘密の旅 ( ソビエト連邦)
  - ラッキー・カフェ ( イギリス)
  - ロボ・ジョックス( アメリカ合衆国)
- 26日
  - Doki Doki ヴァージン もういちど I LOVE YOU（ 日本）
- 27日
  - アゲイン/明日への誓い ( イギリス領香港)
  - パシフィック通り ( フランス)
  - ボイス・オブ・ムーン ( イタリア)
  - マグダレーナ/『きよしこの夜』誕生秘話 ( 西ドイツ)
  - もうひとつの原宿物語（ 日本）

### 11月
- 2日
  - アガサ・クリスティー/サファリ殺人事件（ イギリス）
  - オペラ座の怪人（ アメリカ合衆国）
  - 殺したいほどアイ・ラブ・ユー ( アメリカ合衆国)
  - ホワイト・ドッグ（ アメリカ合衆国）
  - メン・アット・ワーク（ アメリカ合衆国）
  - ヤングガン2 ( アメリカ合衆国)
- 3日
  - 大きな翼を持った老人 ( キューバ/ イタリア/ スペイン)
  - 広告業界で成功する方法（ イギリス）
  - 櫻の園（ 日本）
  - スーパーコップ90（ アメリカ合衆国）
  - チャイニーズ・ゴースト・ストーリー2（ イギリス領香港）
  - ハマースミスの6日間（ イギリス/ アメリカ合衆国）
  - バロッコ ( フランス)
  - 流転の海（ 日本）
  - ローリング・キッズ（ アメリカ合衆国）
- 9日
  - エクソシスト3 （ アメリカ合衆国）
  - ホワイトハンター ブラックハート（ アメリカ合衆国）
- 10日
  - おあずけ（ 日本）
  - 蕭蕭 ( 中国)
  - どっちもどっち（ 日本）
  - 標識のない河の流れ ( 中国)
  - ボーイズ・イン・ジ・アイランド ( オーストラリア)
- 13日
  - 詩人フラーギ ( ソビエト連邦)
  - にぎやかな森 ( スペイン)
- 15日
  - ブラック・ムーン ( フランス/ 西ドイツ)
- 16日
  - ザ・スウォード/炎の決闘（ アメリカ合衆国/ イギリス領香港）
  - デルタ・フォース・コマンド/暁の奪還（ イタリア）
- 17日
  - サイドウォーク・ストーリー（ アメリカ合衆国）
  - さわこの恋 上手な嘘の恋愛講座（ 日本）
  - ショッカー（ アメリカ合衆国）
  - THE BOOST/引き裂かれた愛（ アメリカ合衆国）
  - 飛ぶ夢をしばらく見ない （ 日本）
  - われに撃つ用意あり READY TO SHOOT （ 日本）

- 21日
  - 賭博漢 ( 中国)
  - 熱恋・海南島 ( 中国)
- 23日
  - ウィンターピープル（ アメリカ合衆国）
  - おじさんに気をつけろ!（ アメリカ合衆国）
  - Q&A （ アメリカ合衆国）
  - さらば愛しのやくざ（ 日本）
  - 斬殺せよ 切なきもの、それは愛（ 日本）
  - 鉄拳（ 日本）
- 24日
  - 春のソナタ ( フランス)
- 30日
  - 地獄の女囚コマンド（ アメリカ合衆国）
  - 濁った水( スペイン)
  - ハード・トゥ・キル （ アメリカ合衆国）
  - レッドコブラ（ アメリカ合衆国）

### 12月
- 1日
  - キャンディ・マウンテン（ スイス/ フランス/ カナダ）
  - 興安嶺娼館故事 ( 中国)
  - 超音戦士ボーグマン LOVERS RAIN（ 日本・アニメ）
  - トータル・リコール（ アメリカ合衆国）
  - ひとりっ子( 中国)
  - 微熱 MY LOVE ( 日本)
- 3日
  - ラ・メゾン/惨劇の館 ( フランス)
- 4日
  - みんな元気 ( イタリア)
- 7日
  - ソング・フォー・ドゥレラ ( アメリカ合衆国)
  - ナショナル・ランプーン/クリスマス・バケーション（ アメリカ合衆国）
  - プリティ・ウーマン（ アメリカ合衆国）
  - ミート・ザ・フィーブル 怒りのヒポポタマス ( ニュージーランド)
  - ロッキー5/最後のドラマ（ アメリカ合衆国）
- 8日
  - カナディアン・エクスプレス（ アメリカ合衆国）
  - 三文オペラ ( アメリカ合衆国)
  - 獅子座 ( フランス)
  - パンツの穴 キラキラ星みつけた! （ 日本）
  - プランサー（ アメリカ合衆国）
  - ミュージックボックス （ アメリカ合衆国）
- 14日
  - 偽りのジェラシー（ イタリア）
  - シバジ ( 韓国)
  - ディック・トレイシー （ アメリカ合衆国）
  - ネバーエンディング・ストーリー 第2章( ドイツ/ アメリカ合衆国）
  - モンゴリアンB・B・Q （ 日本）
- 15日
  - ウルトラマンG 怪獣撃滅作戦（ 日本/オーストラリア）
  - ウルトラマンG ゴーデスの逆襲（ 日本/オーストラリア）
  - スキ! （ 日本）
  - ちびまる子ちゃん（ 日本・アニメ）
  - ハレバとゴーギ　( ソビエト連邦)
  - BEST GUY ベストガイ（ 日本）
  - 山田ババアに花束を （ 日本）
- 22日
  - あんなに愛しあったのに ( イタリア)
  - 男はつらいよ 寅次郎の休日（ 日本）
  - 女がいちばん似合う職業 （ 日本）
  - きんぴら（ 日本）
  - ゴールドラッシュ（ 日本）
  - 太陽は夜も輝く ( イタリア/ フランス/ 西ドイツ)
  - ダディ・ノスタルジー ( フランス)
  - 釣りバカ日誌3（ 日本）
  - 天国の半分 ( スペイン)
  - ドラッグストア・カウボーイ （ アメリカ合衆国）
  - 裸のキッス（ アメリカ合衆国）
  - ヘザース/ベロニカの熱い日（ アメリカ合衆国）
  - マドンナのごとく（ 日本）
  - ヤング・アインシュタイン ( オーストラリア)
  - ロザリンとライオン ( フランス)
- 28日
  - アドベンチャー・キッズ/氷河洞窟の謎（ アメリカ合衆国）
  - ミラクル・タイガー/魔界大冒険（ イタリア）